# Халед Баха
Халед Баха (араб. خالد بحاح‎‎‎‎‎‎; нар. 1965) — єменський політичний діяч, прем'єр-міністр країни 2014 — 2016 років.

## Життєпис
2011 року Баха активно підтримав єменську революцію. Залишив урядову партію, звинувативши Салеха у насильстві проти власного народу. Після цього працював у єменському посольстві в Канаді. 13 квітня 2014 року був призначений віце-президентом Ємену, але подав у відставку 22 січня 2015 року після важких боїв біля президентського комплексу.
Басі наказали повернутись до роботи, але він і його колишні міністри відмовились. У березні 2015 року Баха був звільнений з-під домашнього арешту й негайно залишив Сану. 13 квітня, перебуваючи у вигнанні в Саудівській Аравії, під час вторгнення саудівської коаліції до Ємену був призначений віце-президентом. 16 вересня Баха повернувся до Адена з кількома міністрами, щоб керувати діями лоялістів та коаліції.